# Washington County, Arkansas
Washington County är ett county i nordvästra delen av delstaten Arkansas. År 2010 hade countyt 203 065 invånare. Den administrativa huvudorten (county seat) är Fayetteville och ligger cirka 250 km nordväst om delstatens huvudstad Little Rock och cirka 30 km öster om gränsen till delstaten Oklahoma och cirka 50 km söder om gränsen till delstaten Missouri. Countyt har fått sitt namn efter George Washington, USA:s förste president. 

## Geografi
Enligt United States Census Bureau har countyt en total area på 2 476 km². 2 460 km² av den arean är land och 16 km² är vatten. 

### Angränsande countyn
- Benton County  - nord
- Madison County  - öst
- Crawford County  - syd
- Adair County, Oklahoma  - väst

### Större städer och samhällen
- Fayetteville, med cirka 73 600 invånare
- Springdale, med cirka 70 000 invånare
- Farmington, med cirka 6 000 invånare (2010)